# 與田寺
與田寺（よだじ）は、香川県東かがわ市にある真言宗善通寺派別格本山の寺院。山号は醫王山、院号は虚空蔵院。さぬき七福神の一つ（寿老人）、四国八十八箇所奥の院。
本尊真言：おん ころころ せんだり まとうぎ そわか
ご詠歌：祈るより 仏に ちかい あらたなる よだのお寺へ参るうれしさ

## 沿革
寺伝によれば、奈良時代の天平11年（739年）に行基を開山として醫王山薬王寺薬師院の号で法相宗の寺院として創建され、後に空海により宗派を真言宗、寺号を神宮寺に改められたという。
嵯峨天皇の時代に勅願寺となり、応長元年(1311年)には国内談議所の―つに定められ、13世紀後期から始まる増吽による中興の時代は後小松天皇より虚空蔵院の院号を下賜されて、1,000を越す末寺を有する讃岐国屈指の大寺院となった。
安土桃山時代に豊臣秀吉の長宗我部氏攻めの兵火を受けて堂塔伽藍の大半を焼失したが、江戸時代初頭に高松藩初代藩主松平頼重の帰依により復興される。明治時代になってから、與田郡の所在であることから神宮寺から與田寺に改められた。
「厄除けの寺」、「四国八十八箇所奥の院」として広く知られ、年間約20万人の参拝者を集める。

## 境内
- 山門（仁王門）
- 中門（鐘楼門）
- 本堂 - 本尊薬師如来像安置

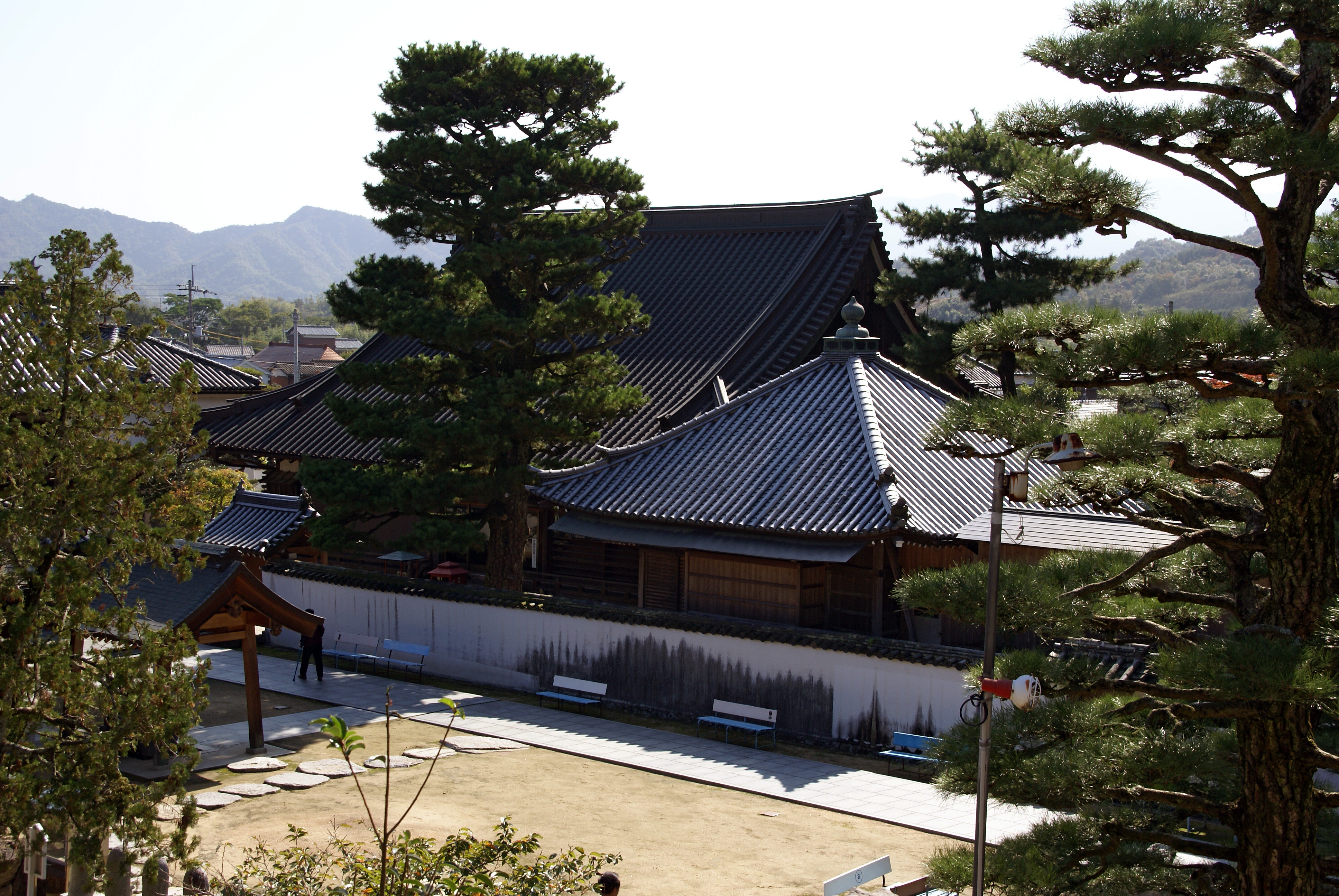
大師堂、護摩堂

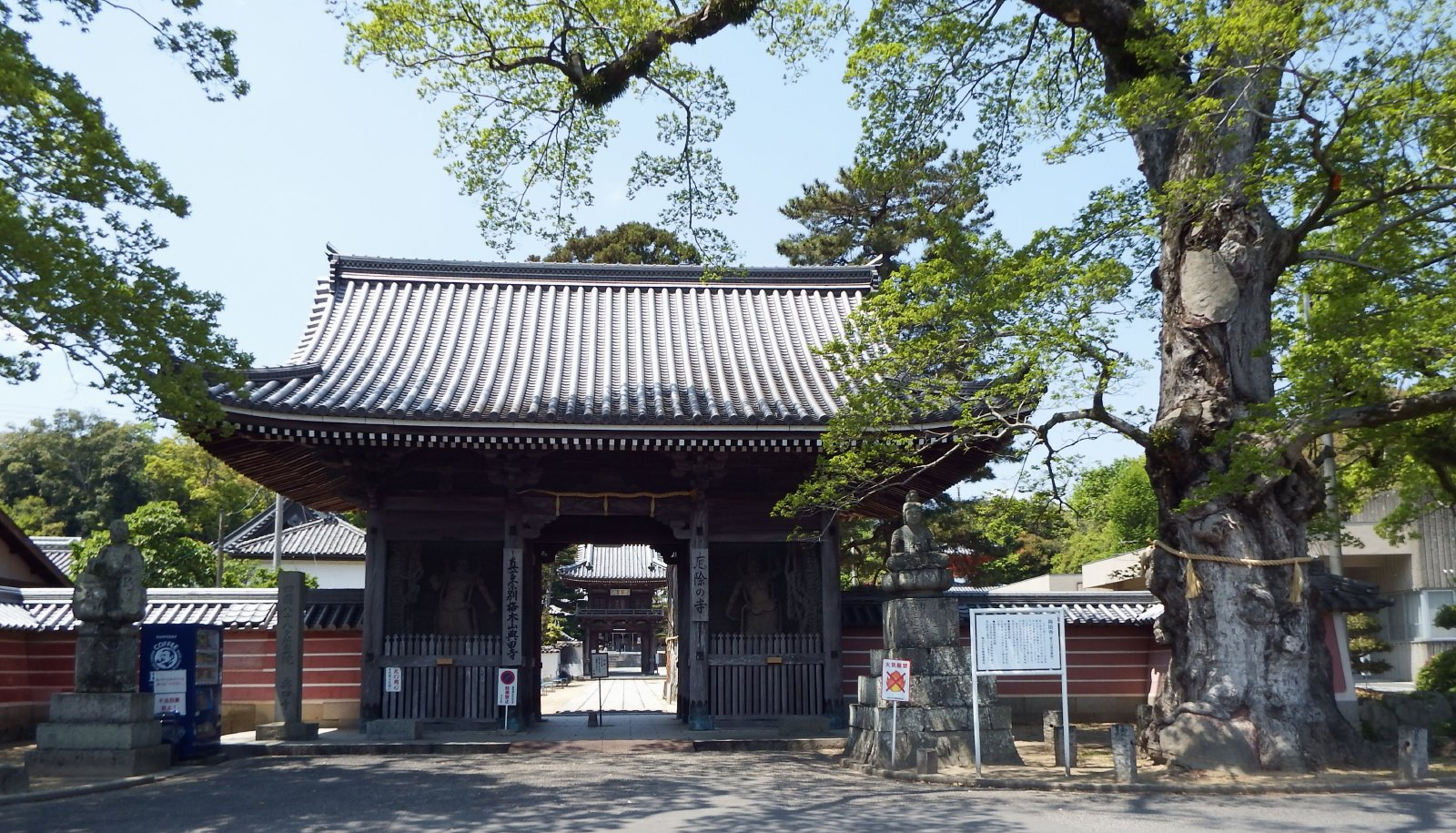
山門（仁王門）

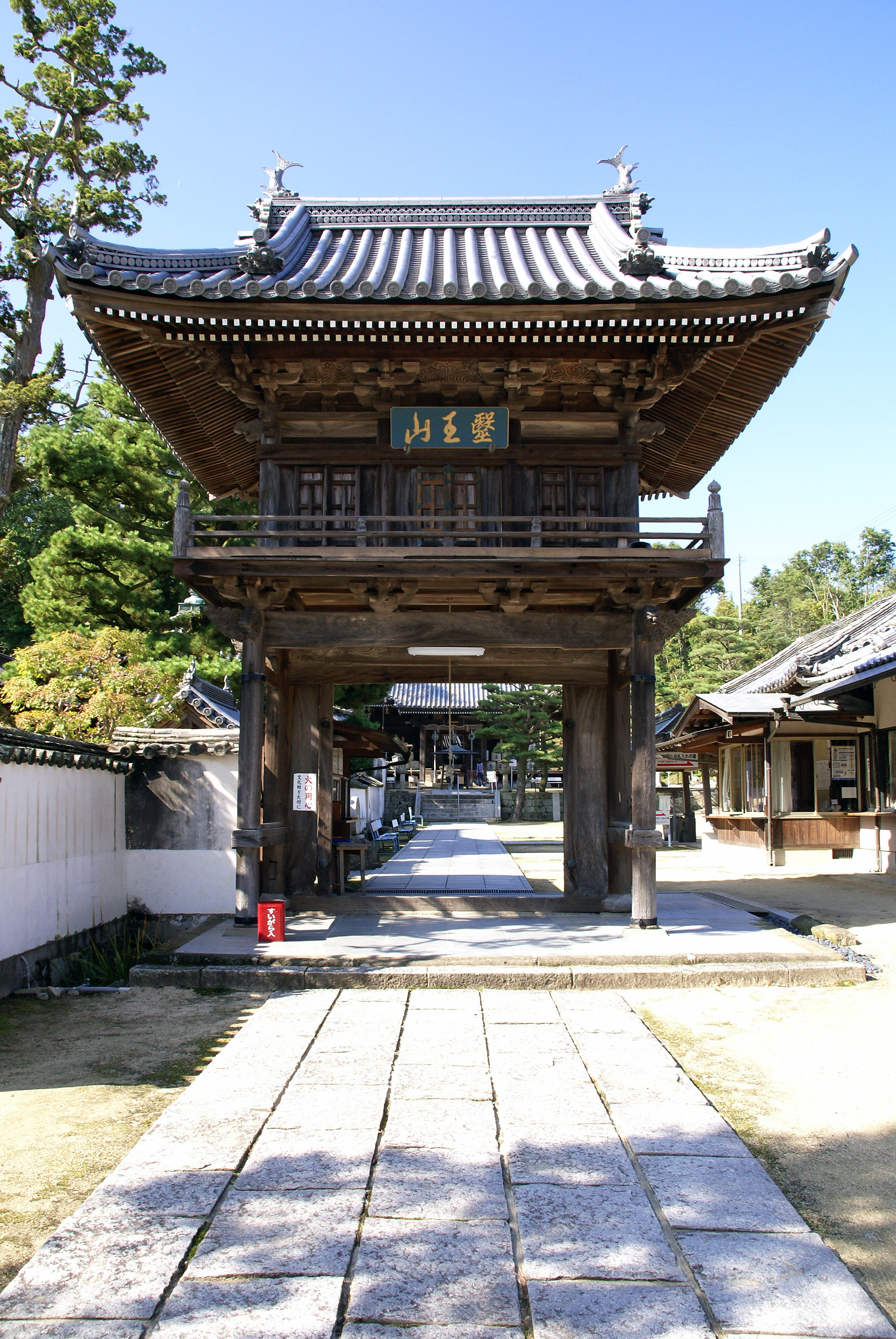
中門（鐘楼門）

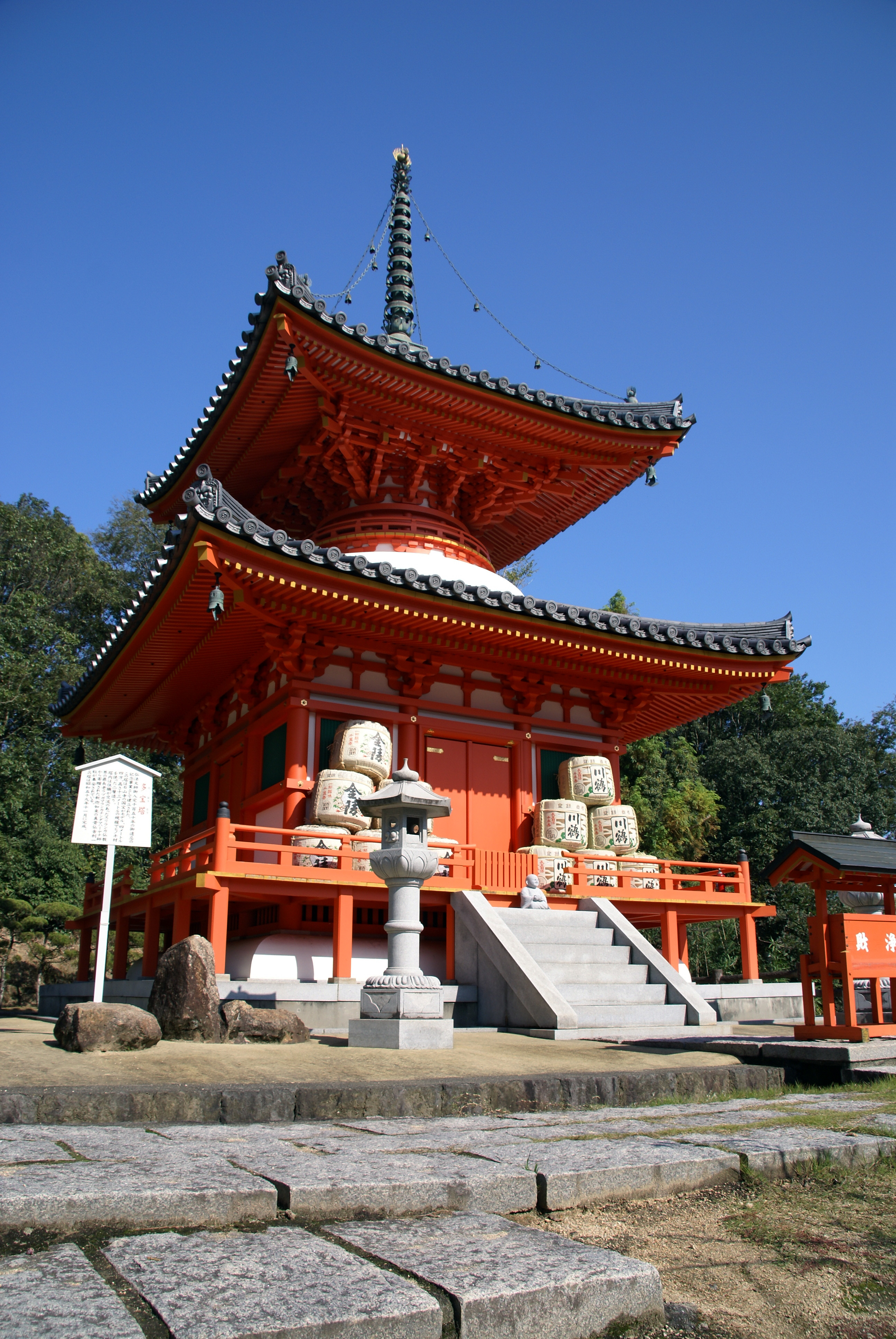
多宝塔

- 大師堂 - 室町時代建立、庭園では春と秋に野天茶会が開催される
- 護摩堂
- 多宝塔 - 高さ13m、1984年建立
- 蛙・蛇・鶴亀などの石像、壽老人・聖救世観音菩薩などの石仏多数
- 宝物館
- 厄除石段
- 四国八十八箇所写し霊場
- 西国三十三所写し霊場
- 奥の院大師堂 - 山上にあり

## 文化財

### 重要文化財（国指定）
- 木造不動明王立像及び童子坐像 2躯
- 絹本着色地蔵曼荼羅図 1幅
- 絹本著色仏涅槃図 1幅

### 香川県指定有形文化財
- 薬師如来像 1躯 - 本尊
- 金銅誕生釈迦仏立像 1躯 - 飛鳥時代 - 奈良時代
- 山水万壑松濤図 1幅
- 山王祭屏風 1双
- 絹本著色稚児大師像 1幅
- 十二天版木（室町時代・応永年間）
- 宝篋印塔2基（鎌倉時代）

### 香川県指定天然記念物
- ムクの木、昭和29年8月18日指定

## 行事
- 1月1日・2日・3日 - 初詣修正会
- 旧2月15日 - 涅槃会
- 旧3月21日 - 正御影供法要
- 4月第2・11月第1日曜日 - 錦桜茶会
- 4月8日 - 花まつり

## 利用情報
- 境内自由
- 宝物館は、開館時間9:00 - 16:00 、年末年始休館

## 交通アクセス
- 高松自動車道（高松エクスプレス・高徳エクスプレス） 大内バスストップ　徒歩12分
- 高松駅から大川バス引田線「大内農協前」下車、徒歩17分
- 高徳線 三本松駅 徒歩30分

## 周辺
- とらまる公園
  - とらまる人形劇ミュージアム、人形劇場とらまる座
- とらまる公園体育館